# Maoricicada alticola
Maoricicada alticola är en insektsart som beskrevs av John S. Dugdale och Fleming 1978. Maoricicada alticola ingår i släktet Maoricicada och familjen cikador. Inga underarter finns listade i Catalogue of Life.